# Apoksyomenos
Apoksyomenos (lub Apoksjomenos; gr. Αποξυόμενος) – zaginiona rzeźba autorstwa Lizypa przedstawiająca atletę, czyszczącego swoje ciało za pomocą drewnianej skrobaczki (strygilos). Wykonany z brązu oryginał nie zachował się. Rzeźba znana jest z marmurowej kopii znajdującej się w Museo Pio-Clementino w Watykanie, odnalezionej w 1849 roku na Zatybrzu.

## Historia
Zgodnie ze świadectwem Pliniusza Starszego (Historia naturalna 34,61) wywieziony do Rzymu oryginał rzeźby z rozkazu Marka Agrypy ustawiono przed ufundowanymi przez niego termami. Cesarz Tyberiusz nakazał później przenieść dzieło do swojego pałacu i ustawić w sypialni, jednak na skutek protestów ludu musiał je zwrócić.
Lizyp zastosował tu wysmuklony kanon proporcji ciała ludzkiego własnego autorstwa (głowa równa 1/9 wysokości). Dzieło nie kontynuuje tradycyjnego frontalizmu dawniejszej sztuki greckiej (mocno wysunięta do przodu ręka). Zachowana jest zasada kontrapostu. Charakterystyczną cechą rzeźb Lizypa jest nieduża głowa z małymi oczami i ciężką dolną partią twarzy.

## Kopia watykańska
Kopia prezentowana w zbiorach Museo Pio-Clementino została znaleziona 3 października 1849 roku podczas wykopalisk prowadzonych przez Luigiego Caninę w Vicolo delle Palme (obecnie Vicolo dell’Atleta) na Zatybrzu. Stanowi część kolekcji muzealnej od 22 października 1849 roku. Posąg prezentowany jest w sali nazwanej imieniem atlety – wł. Gabinetto dell’Apoxyomenos. Muzealny numer katalogowy: MV.1185.0.0. Kopia powstała w epoce klaudyjskiej, w latach 41–54. Rzeźbiarz wykonał posąg w marmurze. Wysokość wynosi 205 cm.